# Малиновка (Орловский район)
Малиновка — деревня в Орловской области России. 
В рамках административно-территориального устройства входит в Моховицкий сельсовет Орловского района, в рамках организации местного самоуправления — в Орловский муниципальный округ.

## География
Расположена в 25 км к северу от центра города Орла.

## История
В 1961 году указом Президиума Верховного Совета РСФСР деревня Пустобяка переименована в Малиновка.
С 2004 до 2021 гг. в рамках организации местного самоуправления деревня входила в Моховицкое сельское поселение, упразднённое вместе с преобразованием муниципального района со всеми другими поселениями путём их объединения в Орловский муниципальный округ.

## Население
| 2010 |
| ---- |
| 0    |

Согласно результатам переписи 2002 года, в национальной структуре населения русские составляли 100 % от 4 жителей.